# Scolecocampa atrosignata
Scolecocampa atrosignata är en fjärilsart som beskrevs av Walker 1858. Scolecocampa atrosignata ingår i släktet Scolecocampa och familjen nattflyn. Inga underarter finns listade.